# Tytuvėnai
Tytuvėnai ist eine kleine Stadt in Litauen. Sie hat den Status eines Stadtamtes (miesto seniūnija) in der Rajongemeinde Kelmė in der Region Niederlitauen. Der Ort liegt zwischen den Seen Bridvaišis und Gilius und hat etwa 2300 Einwohner.

## Geschichte
Der Ort wurde erstmals im 14. Jahrhundert erwähnt, der Name leitet sich vom Flüsschen Tytuva her. Im 17. Jahrhundert wurde in Tytuvėnai ein Bernhardiner-Kloster gegründet. Das architektonische Ensemble der Klosterbauten mit der heutigen Pfarrkirche der Jungfrau Maria, der ehemaligen Klosterkirche, ist bis heute gut erhalten, wird aber nicht mehr als Kloster genutzt. Eigens für den Besuch von Papst Johannes Paul II. in Šiluva wurde 1993 in Tytuvėnai ein Hubschrauberlandeplatz errichtet und die Straße bis Šiluva asphaltiert.

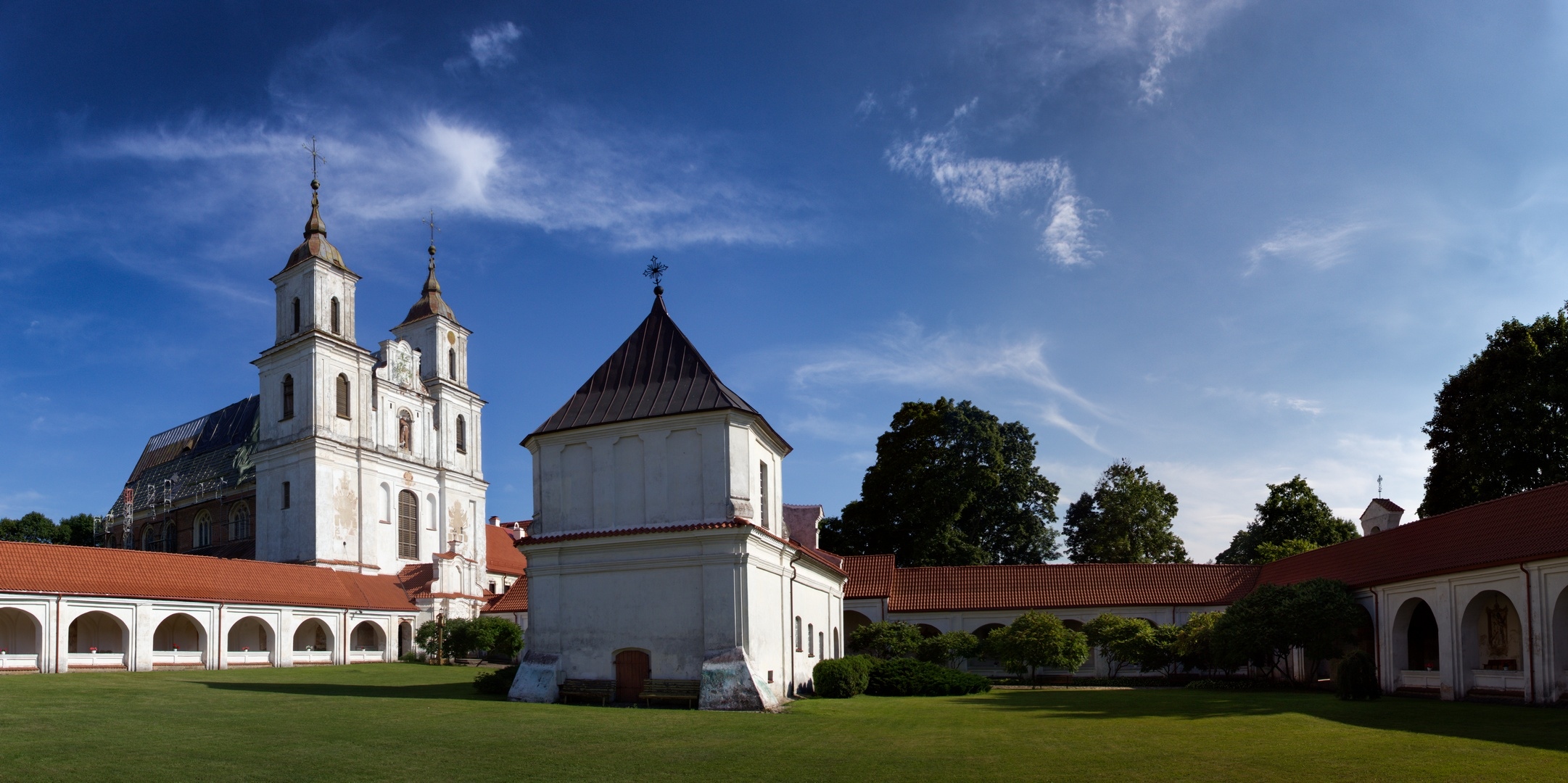
Marienkirche und -kloster
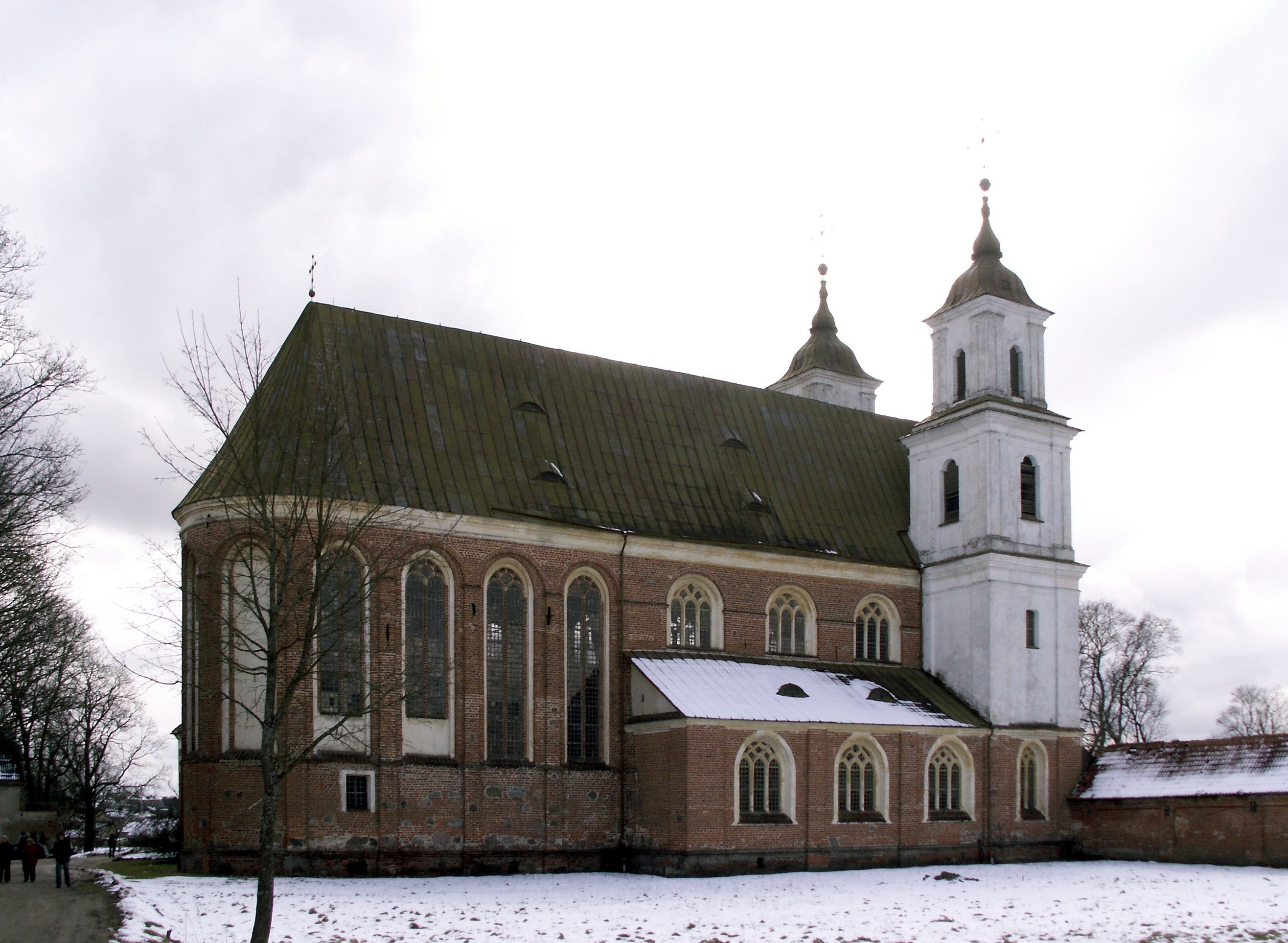
Kirche der Jungfrau Maria (Ehemalige Klosterkirche)
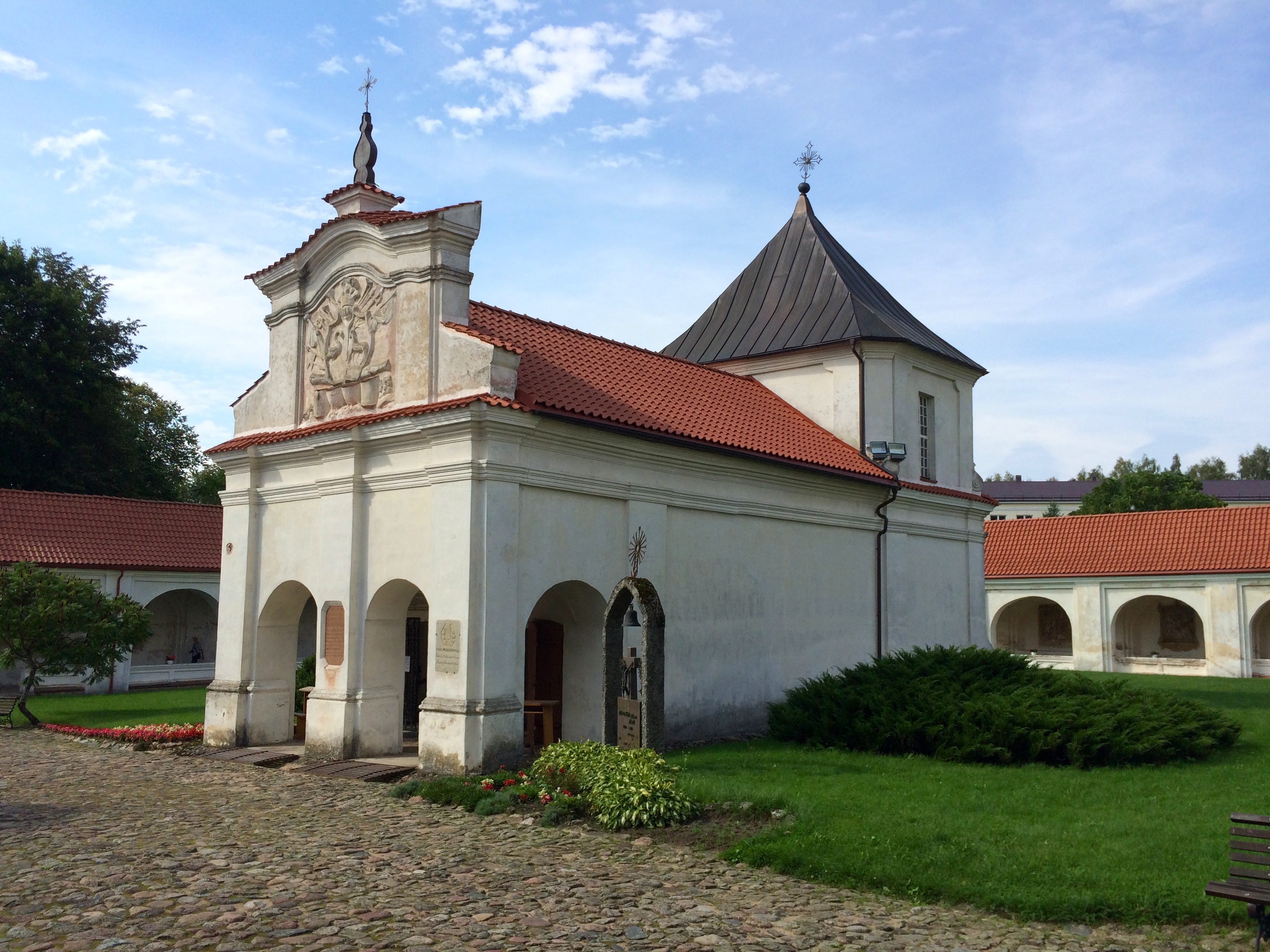
Kapelle der heiligen Treppe
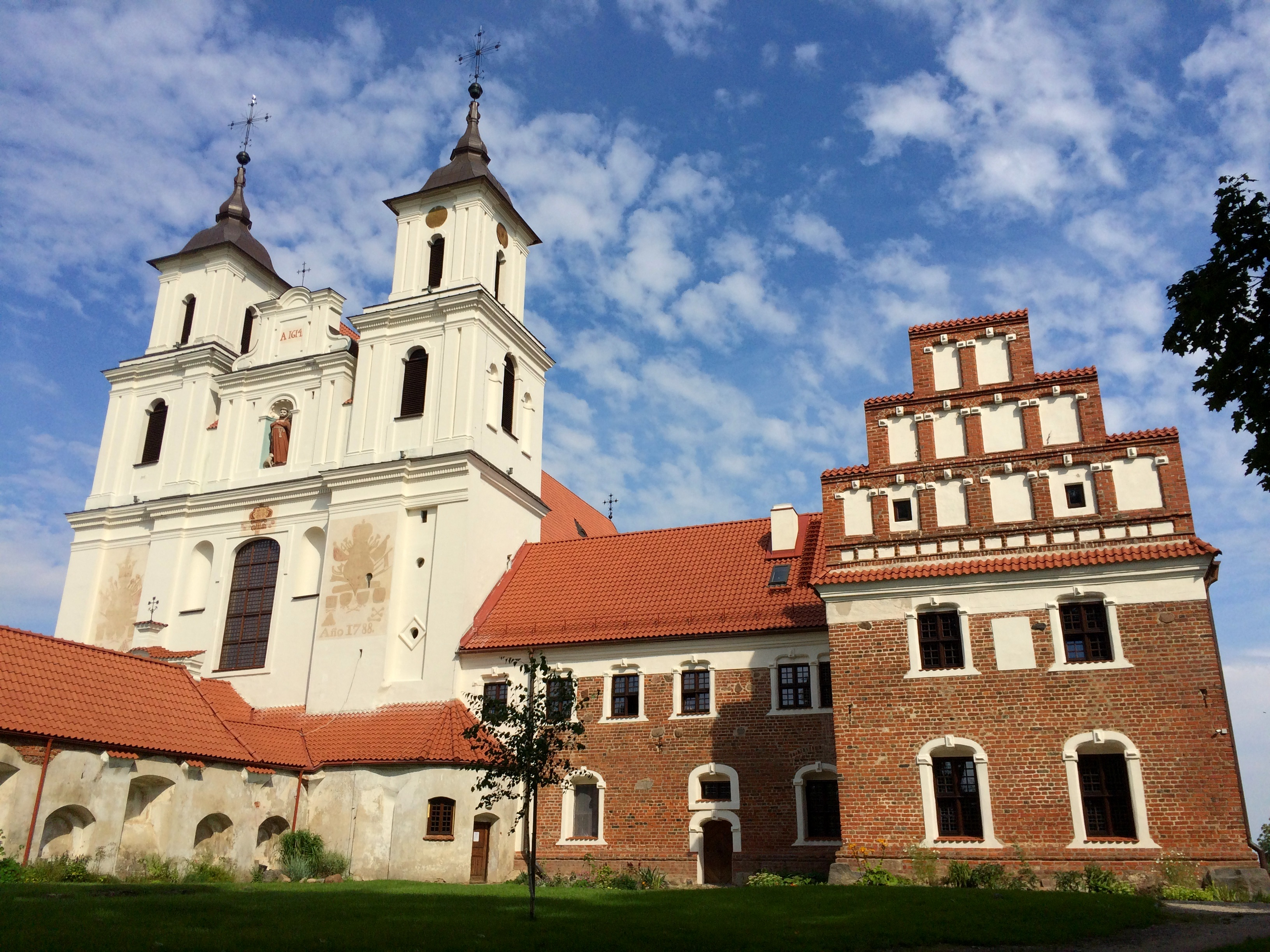
Kirche mit Klosterbauten
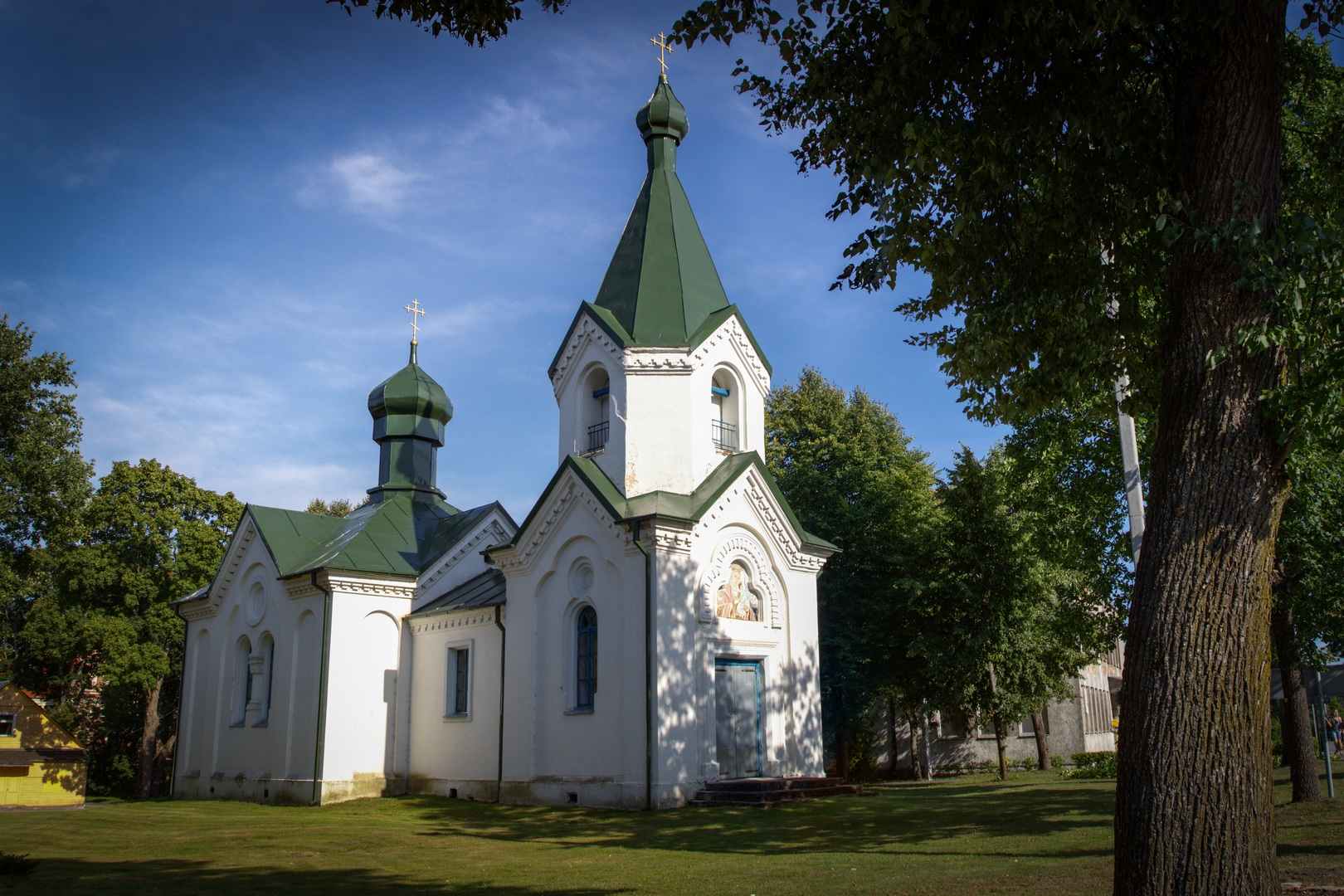
Orthodoxe Kirche der Ikone der Muttergottes "Kazanskaja" in Tytuvėnai, errichtet von 1873 bis 1875
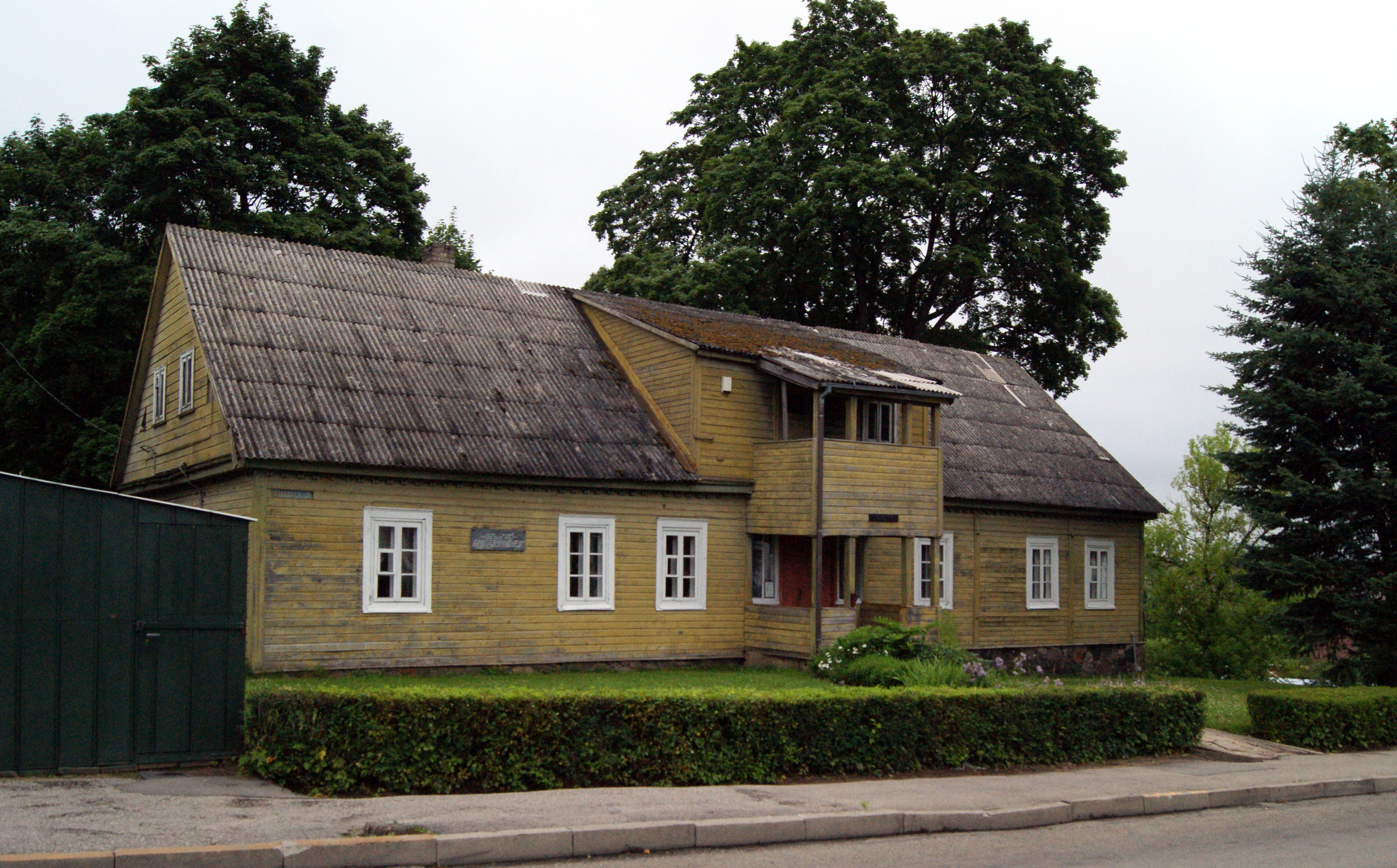
Stadtbibliothek Tytuvėnai

Während der Zugehörigkeit zur Sowjetunion  wurde 1959 das Landwirtschaftstechnikum Tytuvėnai errichtet. In dieser Zeit war Tytuvėnai ein Zentrum des industriellen Torfabbaus. Die meisten Moore in der Umgebung wurden zerstört und sind bisher noch nicht wieder renaturiert, obwohl sie in den Regionalpark Tytuvėnai integriert sind. Wirtschaftlich ist in jüngerer Zeit der Tourismus von Bedeutung.

## Persönlichkeiten
- Jonas Jagminas (* 1949), Politiker
- Regina Čistiakova (* 1961), Langstreckenläuferin